# Tekstilsjtsjik Kamysjin
Tekstilsjtsjik Kamysjin (Russische: Текстильщик Камышин) is een Russische voetbalclub uit de stad Kamysjin.
De club was medeoprichter van de Russische Premjer-Liga nadat de Sovjet-Unie verbrokkelde. De club speelde sinds 1988 in de tweede klasse van de Sovjet-Unie. In 1993 werd de club vierde en mocht hierdoor Europees voetbal spelen. De volgende twee seizoenen eindigde de club in de middenmoot. Maar in 1996 degradeerde de club. Het ging van kwaad naar erger en ook de volgende twee seizoenen degradeerde de club. Tot 2002 speelde de club op amateurniveau en promoveerde dan terug naar de derde klasse. In 2005 werd de club laatste maar degradeerde niet omdat de competitie uitgebreid werd. Ook in 2006 zou de club degraderen maar werd gered door de ondergang van een andere club. De club werd op 20-5-2009 failliet verklaard en uit de competitie genomen.

## Tekstilsjtsjik  in Europa
Uitslagen vanuit gezichtspunt Tekstilsjtsjik Kamysjin
| Seizoen | Competitie | Ronde | Land               | Club                     | Totaalscore | 1e W    | 2e W    | PUC |
| ------- | ---------- | ----- | ------------------ | ------------------------ | ----------- | ------- | ------- | --- |
| 1994/95 | UEFA Cup   | 1R    | Vlag van Hongarije | Békéscsaba 1912 Előre SE | 6-2         | 6-1 (T) | 0-1 (U) | 2.0 |
|         |            | 2R    | Vlag van Frankrijk | FC Nantes                | 1-4         | 0-2 (U) | 1-2 (T) | 2.0 |

Totaal aantal punten voor UEFA coëfficiënten: 2.0